# La Fille du juge d'instruction
La Fille du juge d'instruction è un cortometraggio muto del 1911 diretto da Louis Feuillade.

## Produzione
Il film fu prodotto dalla Société des Etablissements L. Gaumont

## Distribuzione
Distribuito dalla Société des Etablissements L. Gaumont, uscì nelle sale cinematografiche francesi nell'aprile 1911. Il 29 agosto, fu presentato negli Stati Uniti, distribuito dalla Kleine Optical Company con il titolo Jimmie to the Rescue.